# Chryseis (Priesterin)
Chryseis (altgriechisch Χρυσηίς = Tochter des Chryses) oder Chrysis (altgriechisch Χρυσίς = die Goldene) war eine antike griechische Priesterin der Göttin Hera im Heraion von Argos.
Das Priesteramt war eines der höchsten Ämter in Argos und so wurden zur Datierung auch die Amtsjahre der Priesterinnen gezählt. Hellanikos von Lesbos schrieb im letzten Viertel des 5. Jahrhunderts v. Chr. ein Werk über die Priesterinnen der Hera von Argos (altgriechisch Ἱέρειαι τῆς Ἥρας αἱ ὲν Ἄργει), das jedoch nicht erhalten ist. Nur Auszüge sind bei anderen antiken Schriftstellern überliefert. So datiert Thukydides den Beginn des Peloponnesischen Kriegs, der in der Nacht vom 7. zum 8. März 431 v. Chr. begann, ins 48. Jahr der Chryseis, als Pythodoros Archon in Athen war. Ihre Priesterschaft begann also 479/8 v. Chr. Achteinhalb Jahre später, im Sommer 423 v. Chr., brannte der archaische Tempel der Hera ab. Chryseis hatte eine Lampe zu nah an die Bekränzung oder Stoffbehang gestellt und war eingeschlafen. Als sie erwachte, stand der Tempel in Flammen. Aus Angst vor Bestrafung floh sie nach Phleius und bat vermutlich im dortigen Heratempel um Asyl. Nach Pausanias floh sie nach Tegea ins Heiligtum der Athena Alea. Trotz des Unglücks entfernten die Argiver die Statue der Priesterin, die vor dem abgebrannten Tempel stand, nicht. Ihre Nachfolgerin wurde Phaeinis. In seiner Vita des Euripides schreibt Joshua Barnes, dass Chryseis im zweiten Jahr der 75. Olympiade, also 479/8 v. Chr., das Priesteramt antrat, als Xanthippos, der Vater des Perikles, Archon von Athen war und während ihrem 56. Amtsjahr der Tempel abbrannte.
Clemens von Alexandria, der behauptete, dass Chryseis bei dem Brand des Tempels starb, führte dies als Beispiel an, wie sinnlos es doch sei, heidnische Götter anzubeten. Auch Arnobius der Ältere fragte, wo denn die Göttin Hera war, als der Tempel und die Priesterin verbrannten, und stellte so den heidnischen Glauben in Frage. Hieronymus berichtete, dass Chryseis als Priesterin Jungfrau war.